# Пейзаж с искушением святого Антония (картина Патинира)
«Пейзаж с искушением святого Антония» (исп. Las tentaciones de San Antonio Abad) — картина фламандских живописцев Иоахима Патинира и Квентина Массейса, написанная в 1520—1524 годах. Картина находится в музее Прадо в Мадриде.

## Описание
Святой Антоний, отказавшийся от своего имущества и посвятивший свою жизнь размышлению, подвергался множеству испытаний. В центре картины группа, написанная Квентином Массейсом, где три куртизанки — воплощение похоти — пытаются соблазнить святого Антония. Яблоко, сбившая его обезьянка и чётки, упавшие на землю, — это символы соблазна, греха и покаяния.
Несмотря на небольшой размер человеческих фигур, пейзаж несет в себе значительную повествовательную нагрузку, на его фоне показаны различные события жизни святого. На среднем плане композиции изображена атака воинства демонов на святого в его хижине, а справа — искушение королевы и её фрейлин: некоторые из них обнажены и купаются в реке, другие же пируют на лодке, и им прислуживает жаба. На заднем плане угадываются два едва различимых силуэта: это Христос одобряет измученного святого. В своём убежище на скале отшельник погружен в чтение, а сверху на него снова обрушиваются демоны. Река и город на заднем плане напоминают реальные пейзажи Мааской области, где жил Патинир.
В 1566 году владельцем картины стал Филипп II, поместивший её в Эскориал.